# Episodi de L'Impero romano (prima stagione)
La prima stagione della serie televisiva L'Impero romano è stata pubblicata su Netflix l'11 novembre 2016. La stagione ha come sottotitolo Potere e sangue (Reign of Blood).
| nº | Titolo originale         | Titolo italiano              | Prima TV         |
| -- | ------------------------ | ---------------------------- | ---------------- |
| 1  | Born in the Purple       | Nato nel privilegio          | 11 novembre 2016 |
| 2  | The Making of an Emperor | Come diventare un imperatore | 11 novembre 2016 |
| 3  | Enemy of the Senate      | Il nemico del senato         | 11 novembre 2016 |
| 4  | Rome is Burning          | Roma brucia                  | 11 novembre 2016 |
| 5  | Fight for Glory          | Lotta per la gloria          | 11 novembre 2016 |
| 6  | 14 Days of Blood         | Quattordici giorni di sangue | 11 novembre 2016 |